# Roman Komierowski
Roman Komierowski herbu Pomian (ur. 15 lipca lub 15 sierpnia 1846 w Komierowie, zm. 14 maja 1924 w Poznaniu) – polski prawnik, polityk, poseł do Reichstagu i Sejmu Pruskiego, pisarz historyczny, ziemianin, członek Zarządu Centralnego Towarzystwa Gospodarczego dla Wielkiego Księstwa Poznańskiego.

## Życiorys
Urodził się w 1846 jako syn Tomasza (-1881, ziemianin), i Agaty z domu Sikorskiej (-1883). Został absolwentem gimnazjum w Chojnicach. Studiował prawo w Berlinie i na Uniwersytecie w Lipsku, gdzie uzyskał tytuł naukowy doktora obojga praw w 1870. Praktykę odbywał w Sępolnie i Łobżenicy. Odbył służbę wojskową w Armii Cesarstwa Niemieckiego w szeregach 2 Przybocznego Pułku Huzarów im. Królowej Prus Wiktorii. Był zatrudniony w sądzie apelacyjnym we Wrocławiu. W 1876 został wybrany posłem do Reichstagu  z okręgu Śrem–Środa, w którym później wybierany jeszcze dwa razy, w 1887 wybrany w okręgu Krotoszyn–Koźmin, od 1893 do 1903 wybierany w okręgu Gniezno–Wągrowiec. Ponadto od 1877 do 1881 był posłem do Sejmu Pruskiego. Był politykiem konserwatywnym, należał do Koła Polskiego. Latem 1894 został wybrany na członka Krajowego Kolegium Ekonomicznego na okres trzyletniej kadencji (jako pierwszy Polak).
Działał społecznie. W 1876 był współzałożycielem Towarzystwa Naukowego w Toruniu (w jego strukturze działał jako sekretarz wydziału historyczno-archeologicznego), w 1880 zakładał Towarzystwo Czytelni Ludowych, funkcjonował w Centralnym Towarzystwie. Gospodarczym (od 1885 do 1892, w zarządzie, był prezesem TG powiatów nadnoteckich). Był jednym z założycieli Towarzystwa „Straż” w Wyrzysku. Został członkiem Polskiego Komitetu Wyborczego.
W 1892 otrzymał tytuł tajnego szambelana papieskiego, przyznany przez papieża Leona XIII. Był pisarzem historycznym. Stworzył dzieła monograficzne opisujące dzieje polskiego poselstwa w parlamencie Reichstagu pt.  Koła Polskie w Berlinie (1905–1913; tom I – 1875–1900, tom II – 1847–1860, tom III – 1861–1866).
Zamieszkiwał w rodzinnym majątku w Nieżychowie oraz Komierowie i Komierówku (ówczesny Powiat Wirsitz), gdzie zajmował się gospodarowaniem.
Jego żoną od 1879 była Maria z domu Kurnatowska (1857-1935). Ich dziećmi byli Maria (1880-1970, żona Leona Janta Połczyńskiego, 13 lipca 1930 została matką chrzestną żaglowca „Dar Pomorza”), Tomasz (1885-1939), Franciszka (1887-1927, po mężu Bielska), Eleonora (1889-1934, po mężu Czarnecka).
2 maja 1924 został odznaczony Krzyżem Komandorskim Orderu Odrodzenia Polski „w uznaniu zasług, położonych dla Rzeczypospolitej Polskiej na polu pracy obywatelskiej i narodowej na Kresach Zachodnich”.
Zmarł 24 maja 1924. Został pochowany w kaplicy grobowej w Komierowie (została zniszczona przez Niemców podczas II wojny światowej).